# Tortugas Country Club
Der Tortugas Country Club ist ein Verein für Polo, Golf, Tennis und andere Sportarten im etwa 50 Kilometer von Buenos Aires entfernt liegenden Partido Pilar. Er wurde am 22. August 1930 gegründet.

## Geschichte
Das erste Polofeld des heutigen Tortugas Country Clubs wurde von Antonio Maura auf dem Grundstück seines Schwiegervaters Wenceslao Escalante gebaut, um dort mit seinen Freunden Polo spielen zu können. Aufgrund der langsamen Spielweise regte Mauras Frau für das Team den Namen „Tortugas“ (auf Deutsch: Schildkröten) an, der dann später auch für den Club übernommen wurde. Maura war dann auch der erste Präsident des Clubs und hatte das Amt bis zum 16. Dezember 1964 inne. Derzeitiger Präsident (Stand November 2009) ist Francisco Dorignac, der ehemalige Präsident der AAP.
Im Laufe der Jahre wurde der Club um weitere Sportarten erweitert, darunter Golf, Tennis, Fußball, Paleta und Springreiten.

## Campeonato Abierto del Tortugas
Die Bedeutung des Clubs liegt heutzutage in der Ausrichtung der Offenen Meisterschaft von Tortugas (englisch: Tortugas Open), nach dem ursprünglichen Stifter des Pokals auch Copa Emilio de Anchorena genannt. Das Poloturnier ist kalendarisch das erste der drei wichtigen argentinischen Turniere (die anderen sind die Hurlingham Open und die Argentine Open).
Alle drei Turniere gehören zur Master-Serie. Das Gewinner-Team in den Tortugas Open erhält 100 Punkte für die Jahreswertung. Das Turnier findet jährlich Ende September bis Anfang Oktober statt. Die Teilnehmerzahl ist auf sechs Mannschaften begrenzt, wobei das Team-Handicap zwischen 28 und 40 liegen muss. Es werden sieben Spielabschnitte gespielt.
Triple Corona des argentinischen Polos besteht aus den Tortugas Open, den Hurlingham Open im November und den Argentine Open im Dezember.

## Sieger
| Jahr      | Ausgabe                                     | Equipe                                                   | Aufstellung                                                                                             | Ergebnis                                                 | Vizechampion                                             |
| --------- | ------------------------------------------- | -------------------------------------------------------- | --- | -------------------------------------------------------- | -------------------------------------------------------- |
| 2022      | 82                                          | La Natividad                                             | Camilo Castagnola, Pablo Pieres, Bartolomé Castagnola, Ignatius du Plessis                              | 14-13                                                    | Ellerstina                                               |
| 2021      | 81                                          | Ellerstina                                               | Facundo Pieres, Hilario Ulloa, Gonzalo Pieres (h), Nicolás Pieres.                                      | 11-9                                                     | La Dolfina                                               |
| 2020      | 80                                          | Ellerstina                                               | Facundo Pieres, Hilario Ulloa, Gonzalo Pieres (h), Nicolás Pieres.                                      | 16-6                                                     | La Dolfina                                               |
| 2019      | 79                                          | Ellerstina                                               | Facundo Pieres, Gonzalo Pieres (h), Pablo Pieres, Nicolás Pieres.                                       | 12-11                                                    | La Dolfina                                               |
| 2018      | 78                                          | La Dolfina                                               | Adolfo Cambiaso, David Stirling, Pablo Mac Donough, Juan Martin Nero.                                   | 11-9                                                     | Ellerstina                                               |
| 2017      | 77                                          | La Dolfina                                               | Adolfo Cambiaso, David Stirling, Pablo Mac Donough, Juan Martin Nero.                                   | 12-5                                                     | La Ellerstina                                            |
| 2016      | 76                                          | La Dolfina                                               | Adolfo Cambiaso, David Stirling, Pablo Mac Donough, Juan Martin Nero.                                   | 18-12                                                    | La Ellerstina                                            |
| 2015      | 75                                          | La Dolfina                                               | Adolfo Cambiaso, David Stirling, Pablo Mac Donough, Juan Martin Nero.                                   | 11-9                                                     | La Ellerstina                                            |
| 2014      | 74                                          | La Dolfina                                               | Adolfo Cambiaso, David Stirling, Pablo Mac Donough, Juan Martin Nero.                                   | 14-8                                                     | La Ellerstina                                            |
| 2013      | 73                                          | La Dolfina                                               | Adolfo Cambiaso, David Stirling, Pablo Mac Donough, Juan Martin Nero.                                   | 16-14                                                    | Ellerstina                                               |
| 2012      | 72                                          | La Ellerstina                                            | Facundo Pieres, Gonzalo Pieres (Jun), Mariano Aguerre, Nicolás Pieres.                                  | 12-11                                                    | La Dolfina                                               |
| 2011      | 71                                          | La Ellerstina                                            | Facundo Pieres, Nicolás Pieres, Gonzalo Pieres (Jun), Ignacio Heguy.                                    | 14-13                                                    | La Dolfina                                               |
| 2010      | 70                                          | La Ellerstina                                            | Facundo Pieres, Gonzalo Pieres (Jun), Pablo Mac Donough, Juan Martín Nero.                              | 21-11                                                    | Indios Chapaleufú II                                     |
| 2009      | 69                                          | La Ellerstina                                            | Facundo Pieres, Gonzalo Pieres (Jun), Pablo Mac Donough, Juan Martín Nero.                              | 14-11                                                    | Pilará                                                   |
| 2008      | 68                                          | La Ellerstina                                            | Pablo Mac Donough, Gonzalo Pieres (Jun), Facundo Pieres, Juan Martín Nero.                              | 13-9                                                     | La Aguada                                                |
| 2007      | 67                                          | La Ellerstina                                            | Pablo Mac Donough, Gonzalo Pieres (Jun), Facundo Pieres, Matías Mac Donough.                            | 14-13                                                    | El Paraíso                                               |
| 2006      | 66                                          | Indios Chapaleufú II                                     | Alberto Heguy (Jun), Ignacio Heguy, Milo Fernández Araujo, Eduardo Heguy.                               | 14-11                                                    | La Aguada                                                |
| 2005      | 65                                          | La Ellerstina                                            | Facundo Pieres, Pablo Mac Donough, Gonzalo Pieres (Jun), Matías Mac Donough.                            | 16-13                                                    | La Dolfina                                               |
| 2004      | 64                                          | La Aguada                                                | Javier Novillo Astrada, Eduardo Novillo Astrada (Jun), Miguel Novillo Astrada, Ignacio Novillo Astrada. | 11-10                                                    | La Ellerstina                                            |
| 2003      | 63                                          | La Aguada                                                | Javier Novillo Astrada, Eduardo Novillo Astrada (Jun), Miguel Novillo Astrada, Ignacio Novillo Astrada. | 19-10                                                    | La Dolfina                                               |
| 2002      | 62                                          | Indios Chapaleufú II                                     | Alberto Heguy, Ignacio Heguy, Milo Fernández Araujo und Eduardo Heguy.                                  | 13-9                                                     | Indios Chapaleufú I                                      |
| 2001      | 61                                          | Aufgrund schlechter Wetterbedingungen nicht ausgetragen. | Aufgrund schlechter Wetterbedingungen nicht ausgetragen.                                                | Aufgrund schlechter Wetterbedingungen nicht ausgetragen. | Aufgrund schlechter Wetterbedingungen nicht ausgetragen. |
| 2000      | 60                                          | Indio Chapaleufu II                                      | Alberto Heguy, Ignacio Heguy, Milo Fernández Araujo, Eduardo Heguy.                                     | 14-12                                                    | El Paraíso                                               |
| 1999      | 59                                          | La Cañada                                                | Lucas Di Paola, Tomás Fernández Llorente, Eduardo Heguy, Erasmo Goti.                                   | 13-11                                                    | Pilarchico                                               |
| 1998      | 58                                          | Tortugas - La Picaza                                     | Pablo Dorignac, Eduardo Novillo Astrada, Alejandro Díaz Alberdi, Miguel Bourdieu.                       | 11-10                                                    | Los Indios                                               |
| 1997      | 57                                          | La Baronesa                                              | Tomás Fernández Llorente, Sebastián Merlos, Juan Ignacio Merlos, Matías Mac Donough.                    | [ 21 ]                                                   | La Ellerstina                                            |
| 1996      | 56                                          | Indios Chapaleufú I                                      | Bautista Heguy, Gonzalo Heguy, Horacio Heguy, Marcos Heguy.                                             |                                                          |                                                          |
| 1995      | 55                                          | La Ellerstina                                            | Adolfo Cambiaso (Jun), Mariano Aguerre, Carlos Gracida, Marcelo frayssinet.                             |                                                          |                                                          |
| 1994      | 54                                          | La Ellerstina                                            | Adolfo Cambiaso (Jun), Mariano Aguerre, Gonzalo Pieres, Carlos Gracida.                                 |                                                          |                                                          |
| 1993      | 53                                          | La Martina                                               | Alberto Heguy, Ignacio Heguy, Eduardo Heguy, Milo Fernández Araujo.                                     |                                                          |                                                          |
| 1992      | 52                                          | La Ellerstina                                            | Adolfo Cambiaso (Jun), Mariano Aguerre, Gonzalo Pieres, Cristián Laprida.                               |                                                          |                                                          |
| 1991      | 51                                          | Indios Chapaleufu II                                     | Alberto P. Heguy, Alberto Heguy, Cristián Laprida, Eduardo Heguy.                                       |                                                          |                                                          |
| 1990      | 50                                          | Indios Chapaleufu II                                     | Alberto Heguy, Santiago Gaztambide, Benjamín Araya, Eduardo Heguy.                                      |                                                          |                                                          |
| 1989      | 49                                          | Coronel Suárez                                           | Alberto Heguy, Santiago Araya, Benjamín Araya, Eduardo Heguy.                                           |                                                          |                                                          |
| 1988      | 48                                          | Indios Chapaleufu                                        | Marcos Heguy, Gonzalo Heguy, Horacio S. Heguy, Alejandro Garrahan.                                      |                                                          |                                                          |
| 1987      | 47                                          | La Espadaña                                              | Carlos Gracida, Alfonzo Pieres, Gonzalo pieres, Ernesto trotz (Jun).                                    |                                                          |                                                          |
| 1986      | 46                                          | Coronel Suárez II                                        | Benjamín Araya, Juan Badiola, Horacio Araya, Héctor Crotto (Jun).                                       |                                                          |                                                          |
| 1985      | 45                                          | Indios Chapaleufu I                                      | Marcos Heguy, Gonzalo Heguy, Horacio S. Heguy, Alejandro Garrahan.                                      | [ 22 ]                                                   | Coronel Suárez II                                        |
| 1984      | 44                                          | La Espadaña                                              | Juan M. Zavaleta, Alfonzo Pieres, Gonzalo pieres, Ernesto trotz (Jun).                                  |                                                          |                                                          |
| 1983      | 43                                          | Coronel Suárez                                           | Luis E. Lalor, Gonzalo Tanoira, Alfredo Harriott, Celestino Garrós.                                     |                                                          |                                                          |
| 1982      | 42                                          | Mar del Plata                                            | Alfonzo Pieres, Gonzalo Pieres, Gonzalo Tanoira, Alfredo Goti.                                          |                                                          |                                                          |
| 1981      | 41                                          | Mar del Plata                                            | Alfonzo Pieres, Gonzalo Pieres, Gonzalo Tanoira, Alfredo Goti.                                          |                                                          |                                                          |
| 1980      | 40                                          | Coronel Suárez                                           | Benjamín Araya, Alberto P. Heguy, Alfredo Harriott, Celestino Garrós.                                   |                                                          |                                                          |
| 1979      | 39                                          | Mar del Plata                                            | Alfonzo Pieres, Gonzalo Pieres, Gonzalo Tanoira, Alfredo Goti.                                          |                                                          |                                                          |
| 1978      | 38                                          | Coronel Suárez                                           | Alberto P. Heguy, Horacio A. Heguy, Alfredo Harriott, Héctor Crotto (Jun).                              |                                                          |                                                          |
| 1977      | 37                                          | Coronel Suárez                                           | Alberto P. Heguy, Horacio A. Heguy, Juan C. Harriot (Jun), Alfredo Harriott.                            |                                                          |                                                          |
| 1976      | 36                                          | Aufgrund schlechter Wetterbedingungen nicht ausgetragen. | Aufgrund schlechter Wetterbedingungen nicht ausgetragen.                                                | Aufgrund schlechter Wetterbedingungen nicht ausgetragen. | Aufgrund schlechter Wetterbedingungen nicht ausgetragen. |
| 1975      | 35                                          | Coronel Suárez                                           | José M. Plaza de Ayala, Alberto P. Heguy, Juan C. Harriot (Jun), Alfredo Harriott.                      |                                                          |                                                          |
| 1974      | 34                                          | Coronel Suárez                                           | Alberto P. Heguy, Horacio A. Heguy, Juan C. Harriot (Jun), Alfredo Harriott.                            |                                                          |                                                          |
| 1973      | 33                                          | Santa Ana                                                | Gaston Dorignac, Héctor Merlos, Daniel Gonzáles, Francisco Dorignac.                                    |                                                          |                                                          |
| 1972      | 32                                          | Coronel Suárez                                           | Alberto P. Heguy, Horacio A. Heguy, Juan C. Harriot (Jun), Alfredo Harriott.                            |                                                          |                                                          |
| 1971      | 31                                          | Santa Ana                                                | Teófilo Bordeu, Gaston Dorignac, Daniel Gonzáles, Francisco Dorignac.                                   |                                                          |                                                          |
| 1970      | Nicht ausgetragen.                          | Nicht ausgetragen.                                       | Nicht ausgetragen.                                                                                      | Nicht ausgetragen.                                       | Nicht ausgetragen.                                       |
| 1969      | 30                                          | Mar del Plata                                            | Juan J. Alberdi, Jorge Tanoira, Gonzalo Tanoira, Alfredo Goti.                                          |                                                          |                                                          |
| 1968      | 29                                          | Coronel Suárez                                           | Alberto P. Heguy, Horacio A. Heguy, Juan C. Harriot (Jun), Alfredo Harriott.                            |                                                          |                                                          |
| 1967      | 28                                          | Los Indios                                               | Fernando Santamaria, Horacio Heguy, Gabriel Capdepont, Alberto P. Heguy.                                |                                                          |                                                          |
| 1966      | 27                                          | Tortugas                                                 | Alberto P. Heguy, Horacio Heguy, Juan C. Harriot (Jun), Francisco Dorignac.                             |                                                          |                                                          |
| 1965      | 26                                          | Los Indios                                               | Alberto P. Heguy, Horacio Heguy, Alfredo Goti, Ricardo Boudou.                                          |                                                          |                                                          |
| 1964      | 25                                          | Tortugas                                                 | Juan J. Alberdi, Guillermo Goñi Durañona, Juan J. Díaz Alberdi, Horacio Baibiene.                       |                                                          |                                                          |
| 1963      | 24                                          | Santa Ana                                                | Marcelo Dorignac, Teófilo Bordeu, Luis Lalor, Francisco Dorignac.                                       |                                                          |                                                          |
| 1962      | Nicht ausgetragen.                          | Nicht ausgetragen.                                       | Nicht ausgetragen.                                                                                      | Nicht ausgetragen.                                       | Nicht ausgetragen.                                       |
| 1961      | 23                                          | Santa Ana                                                | Marcelo Dorignac, Gastón R. Dorignac, Roberto Cavanagh, Francisco Dorignac.                             |                                                          |                                                          |
| 1960      | 22                                          | Tortugas                                                 | Gastón R. Dorignac, Roberto Cavanagh, Francisco Dorignac, Horacio Baibiene.                             |                                                          |                                                          |
| 1959      | 21                                          | Santa Ana                                                | Enrique Braun Estrugamou, Gastón F. Dorignac, Teófilo Bordeu, Francisco Dorignac.                       |                                                          |                                                          |
| 1958      | 20                                          | Hurlingham                                               | Horacio Heguy, Juan C. Harriot (Jun), Juan C. Harriot, Nicolás Ruiz Guiñazú.                            |                                                          |                                                          |
| 1957      | 19                                          | Hipico Gualeguaychu                                      | Rafael Torello, Oscar Olmos, Francisco R. Carrere, Eduardo Goñi Durañona.                               |                                                          |                                                          |
| 1956      | 18                                          | La Primavera                                             | Juan Bernasconi, Juan C. Landry. Carlos Acuña, Luis Parenti.                                            |                                                          |                                                          |
| 1955      | 17                                          | Los Caranchos                                            | Ramón Santamaria, Rolando Obregón, Oscar Olmos, Wyndham Lacey.                                          |                                                          |                                                          |
| 1954      | Nicht ausgetragen.                          | Nicht ausgetragen.                                       | Nicht ausgetragen.                                                                                      | Nicht ausgetragen.                                       | Nicht ausgetragen.                                       |
| 1953      | Nicht ausgetragen.                          | Nicht ausgetragen.                                       | Nicht ausgetragen.                                                                                      | Nicht ausgetragen.                                       | Nicht ausgetragen.                                       |
| 1952      | Nicht ausgetragen.                          | Nicht ausgetragen.                                       | Nicht ausgetragen.                                                                                      | Nicht ausgetragen.                                       | Nicht ausgetragen.                                       |
| 1951      | 16                                          | Los Pingüinos                                            | Eduardo Braun Cantilo, Iván Mihanovich, Gabriel Capdepont, Mariano Gutiérrez Archával.                  |                                                          |                                                          |
| 1950      | 15                                          | La Alicia                                                | Jorge Marín Moreno, José M. Lalor, Luis A. Lalor, Teófilo Bordeu.                                       |                                                          |                                                          |
| 1949      | Nicht ausgetragen.                          | Nicht ausgetragen.                                       | Nicht ausgetragen.                                                                                      | Nicht ausgetragen.                                       | Nicht ausgetragen.                                       |
| 1948      | 14                                          | La Alicia                                                | Ernesto Lalor, Alfredo Lalor, Luis A. Lalor, Fermín Ramos.                                              |                                                          |                                                          |
| 1947      | 13                                          | Militares                                                | Mario laprida, Rubén Fernández Sarraúa, Francisco R. Carrere, Manuel Laprida.                           |                                                          |                                                          |
| 1946      | 12                                          | Los Indios                                               | Manuel Livingston, Francisco Zárate, Antonio Heguy, Nicolás Cazón.                                      |                                                          |                                                          |
| 1945      | Wegen des 2. Weltkrieges nicht ausgetragen. | Wegen des 2. Weltkrieges nicht ausgetragen.              | Wegen des 2. Weltkrieges nicht ausgetragen.                                                             | Wegen des 2. Weltkrieges nicht ausgetragen.              | Wegen des 2. Weltkrieges nicht ausgetragen.              |
| 1944      | 11                                          | Militares                                                | Carlos Donovan, Rubén Fernández Sarraúa, Francisco R. Carrere, Manuel Laprida.                          |                                                          |                                                          |
| 1943      | 10                                          | Los Indios                                               | Eduardo Bullrich, juan J. Blaquier, Andrés Gazzotti, Horacio Ruiz.                                      |                                                          |                                                          |
| 1942      | 9                                           | La Espadaña                                              | Eliseo Segura (Jun), Tomás Garrahan, Luis Garrahan, Carlos Menditeguy.                                  |                                                          |                                                          |
| 1941      | 8                                           | Tortugas                                                 | Alberto Ustariz, Martín J. Reynal, Enrique Alberdi, Carlos de la Serna.                                 |                                                          |                                                          |
| 1940      | Nicht ausgetragen.                          | Nicht ausgetragen.                                       | Nicht ausgetragen.                                                                                      | Nicht ausgetragen.                                       | Nicht ausgetragen.                                       |
| 1939      | 7                                           | Tortugas                                                 | Carlos Debaisieux, Gastón F. Dorignac, Enrique Alberdi, Alejandro Bell.                                 |                                                          |                                                          |
| 1938      | 6                                           | La Espadaña                                              | Luis Garrahan, Carlos Land, Samuel M. Casares, Tomás Garrahan.                                          |                                                          |                                                          |
| 1937      | 5                                           | La Concepción                                            | Alejandro Gowland, Carlos de Elizalde, Enrique Alberdi, Raúl frías Ayerza                               |                                                          |                                                          |
| 1936      | Nicht ausgetragen.                          | Nicht ausgetragen.                                       | Nicht ausgetragen.                                                                                      | Nicht ausgetragen.                                       | Nicht ausgetragen.                                       |
| 1935      | 4                                           | Tortugas                                                 | Héctor lanús, Ezequiel Fernández Guerrico, Mario Inchauspe, Manuel Andrada.                             |                                                          | .                                                        |
| 1934      | Nicht ausgetragen.                          | Nicht ausgetragen.                                       | Nicht ausgetragen.                                                                                      | Nicht ausgetragen.                                       | Nicht ausgetragen.                                       |
| 1933      | 3                                           | Santa Paula                                              | Fabián Etcheverrigaray, Mario Inchauspe, José Reynal, Enrique Padilla.                                  |                                                          |                                                          |
| 1932      | Nicht ausgetragen.                          | Nicht ausgetragen.                                       | Nicht ausgetragen.                                                                                      | Nicht ausgetragen.                                       | Nicht ausgetragen.                                       |
| 1931      | 2                                           | Lanceros - General Paz                                   | Juan C. Balbastro, Samuel M. Casares, Carlos Kelso, E. Leonardo Lacey.                                  |                                                          |                                                          |
| 1930      | 1                                           | Venado Tuerto                                            | Edmundo Cavanagh, Luis Duggan, Héctor Duggan, Diego Cavanagh.                                           |                                                          |                                                          |
| 1929      | -                                           | Venado Tuerto                                            | Arturo Cavanagh, Roberto Lambert, Tomás Moore, Diego Cavanagh.                                          |                                                          |                                                          |
| 1928      | -                                           | Santa Ines                                               | Francisco Watson, Daniel Kearney, Guillermo Naylor, Kenneth Reynolds.                                   |                                                          |                                                          |
| 1927      | -                                           | La Rinconada                                             | Alfredo Harrington, Audilio Bonadeo Ayrolo, José Reynal, Aníbal Bonadeo Ayrolo.                         |                                                          |                                                          |
| 1926      | -                                           | Venado Tuerto                                            | Arturo Kenny, Alfredo Harrington, Tomás Moore, Diego Cavanagh.                                          |                                                          |                                                          |
| 1925      | -                                           | Los Pingüinos                                            | Mauricio Braun Menéndez, Eduardo Braun Menéndez, Alejandro Braun Menéndez, Carlos Braun Menéndez.       |                                                          |                                                          |
| 1924      | -                                           | Hurlingham                                               | César O’Farrel, Carlos Lacey, E. leonardo Lacey, Samuel A. Casares.                                     |                                                          |                                                          |
| 1923      | -                                           | Hurlingham                                               | Lindsay Holway, Carlos Lacey, E. leonardo Lacey, Samuel A. Casares.                                     |                                                          |                                                          |
| 1922      | -                                           | Los Ceibos                                               | Justo J. Galarreta, Francisco Ceballos, Marcelo Costa Paz, Enrique Padilla.                             |                                                          |                                                          |
| 1921      | -                                           | Equipo Sin Nombre                                        | Gregorio Torres, Francisco Ceballos, Vicente Kenny, Luis Lacey                                          |                                                          |                                                          |
| 1920      | -                                           | Equipo Sin Nombre                                        | Alfredo Harrington, Eduardo Amadeo Artayeta, Carlos Uranga, Jack Nelson.                                |                                                          |                                                          |
| 1911–1919 | Nicht ausgetragen.                          | Nicht ausgetragen.                                       | Nicht ausgetragen.                                                                                      | Nicht ausgetragen.                                       | Nicht ausgetragen.                                       |
| 1910      | -                                           | Hurlingham                                               | Lindsay Holway, Stanley Mallet, Isaac de Oliveira Cézar, Julio Negrón.                                  |                                                          |                                                          |
| 1909      | -                                           |                                                          | |                                                          |                                                          |
| 1908      | -                                           | Sociedad Deportiva                                       | Pedro C. Díaz, Enrique E. Reynolds, Gastón Peers, Lewis Lacey.                                          |                                                          |                                                          |
| 1907      | -                                           | Equipo Sin Nombre                                        | James Luard Bury, Alberto de Oliveira Cézar, Isaac de Oliveira Cézar, Hugh S. Robson.                   |                                                          |                                                          |